# Vela ai XV Giochi del Mediterraneo
Tutte le gare di vela ai XV Giochi del Mediterraneo sono state disputate presso il Club Velico di Almería. Le competizioni si sono svolte nelle discipline del windsurf (solo maschile), 470 e laser.

## Windsurf
Le gare di windsurf si sono svolte solo in ambito maschile
| Posizione | Paese   | Atleta             | Punti totali/netti |
| --------- | ------- | ------------------ | ------------------ |
|           | Francia | Nicolas Huguet     | 24/22              |
|           | Spagna  | Francisco Manchon  | 31/26              |
|           | Francia | Julien Bontemps    | 39/33              |
| 4         | Cipro   | Andreas Cariolou   | 41/33              |
| 5         | Spagna  | Ivan Pastor        | 46/40              |
| 6         | Grecia  | Ioannis Chrysochou | 52/46              |
| 7         | Turchia | Koray Ezer         | 76/69              |

## 470
| Posizione | Paese    | Atleti                                     | Punti totali/netti |
| --------- | -------- | ------------------------------------------ | ------------------ |
|           | Francia  | Benjamin Bonnaud Romain Bonnaud            | 49/34              |
|           | Italia   | Gabrio Zandona Francesco Dellatorre        | 48/38              |
|           | Slovenia | Tomaz Copi Davor Glavina                   | 49/40              |
| 4         | Croazia  | Šime Fantela Igor Marenić                  | 60/50              |
| 5         | Italia   | Enrico Fonda Pietro Zucchetti              | 64/53              |
| 6         | Francia  | Pierre Leboucher Vincent Garos             | 64/53              |
| 7         | Grecia   | Andreas Papadopolous Andreas Kosmatopolous | 68/57              |
| 8         | Spagna   | Onán Barreiros Aarón Sarmiento             | 83/73              |
| 9         | Spagna   | Marc Patino Omar Juan                      | 90/75              |
| 10        | Croazia  | Ante Kujundzic Ante Cesic                  | 97/82              |
| 11        | Slovenia | Karlo Hmeljak Mitja Nevecny                | 102/87             |
| 12        | Turchia  | Okan Akdag Levent Peynirci                 | 118/104            |
| 13        | Turchia  | Efe Karakaplan Hakan Karakaplan            | 135/120            |
| 14        | Monaco   | Matthieu Mariani Sebastien Peillon         | 149/134            |

| Posizione | Paese    | Atlete                                | Punti totali/netti |
| --------- | -------- | ------------------------------------- | ------------------ |
|           | Spagna   | Natalia Via Dufresne Laia Tutzo       | 24/17              |
|           | Francia  | Camille Lecointre Gwendoliyn Lamaitre | 23/19              |
|           | Slovenia | Alja Cerne Teja Cerne                 | 36/30              |
| 4         | Grecia   | Myrto Chiona Maria Sampati            | 38/32              |
| 5         | Spagna   | Virginia Morales Seila Mediavilla     | 58/51              |
| 6         | Francia  | Ingrid Petitjean Nadege Douroux       | 67/60              |

## Laser
| Posizione | Paese    | Atleta              | Punti totali/netti |
| --------- | -------- | ------------------- | ------------------ |
|           | Slovenia | Vasilij Žbogar      | 35/28              |
|           | Italia   | Diego Negri         | 54/40              |
|           | Francia  | Thomas Le Breton    | 49/40              |
| 4         | Croazia  | Mate Arapov         | 59/45              |
| 5         | Croazia  | Luka Radelic        | 69/60              |
| 6         | Grecia   | Evangelos Cheimonas | 73/61              |
| 7         | Spagna   | Javier Hernandez    | 75/64              |
| 8         | Cipro    | Haris Papadopoulos  | 81/68              |
| 9         | Francia  | Jeremy Steyaert     | 88/76              |
| 10        | Turchia  | Kemal Muslubas      | 96/84              |
| 11        | Grecia   | Iason Georgaris     | 100/87             |
| 12        | Spagna   | Mariano Sarmiento   | 102/88             |
| 13        | Turchia  | Guray Zumbul        | 125/111            |

| Posizione | Paese   | Atleta               | Punti totali/netti |
| --------- | ------- | -------------------- | ------------------ |
|           | Francia | Sophie De Turckheim  | 31/24              |
|           | Italia  | Larissa Nevierov     | 39/31              |
|           | Grecia  | Eftychia Mantzaraki  | 46/36              |
| 4         | Francia | Solenne Brain        | 47/39              |
| 5         | Grecia  | Virginia Kravariotti | 56/48              |
| 6         | Spagna  | Alicia Cebrian       | 57/49              |
| 7         | Croazia | Gea Barbic           | 74/64              |
| 8         | Croazia | Mateja Petronijevic  | 79/70              |
| 9         | Spagna  | Fatima Reyes         | 89/78              |
| 10        | Turchia | Ayda Unver           | 88/78              |

## Galleria d'immagini

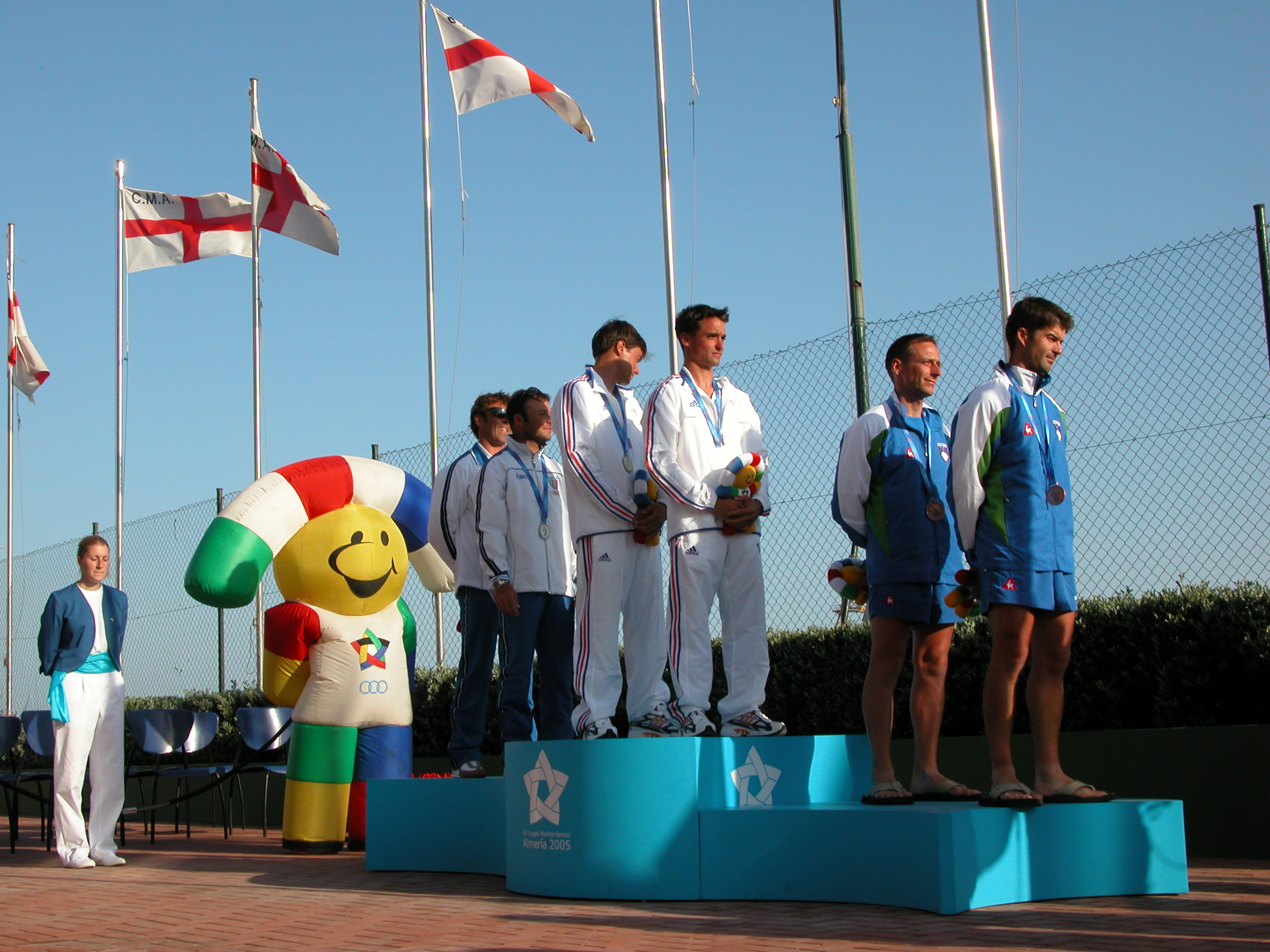
Podio 470 Men
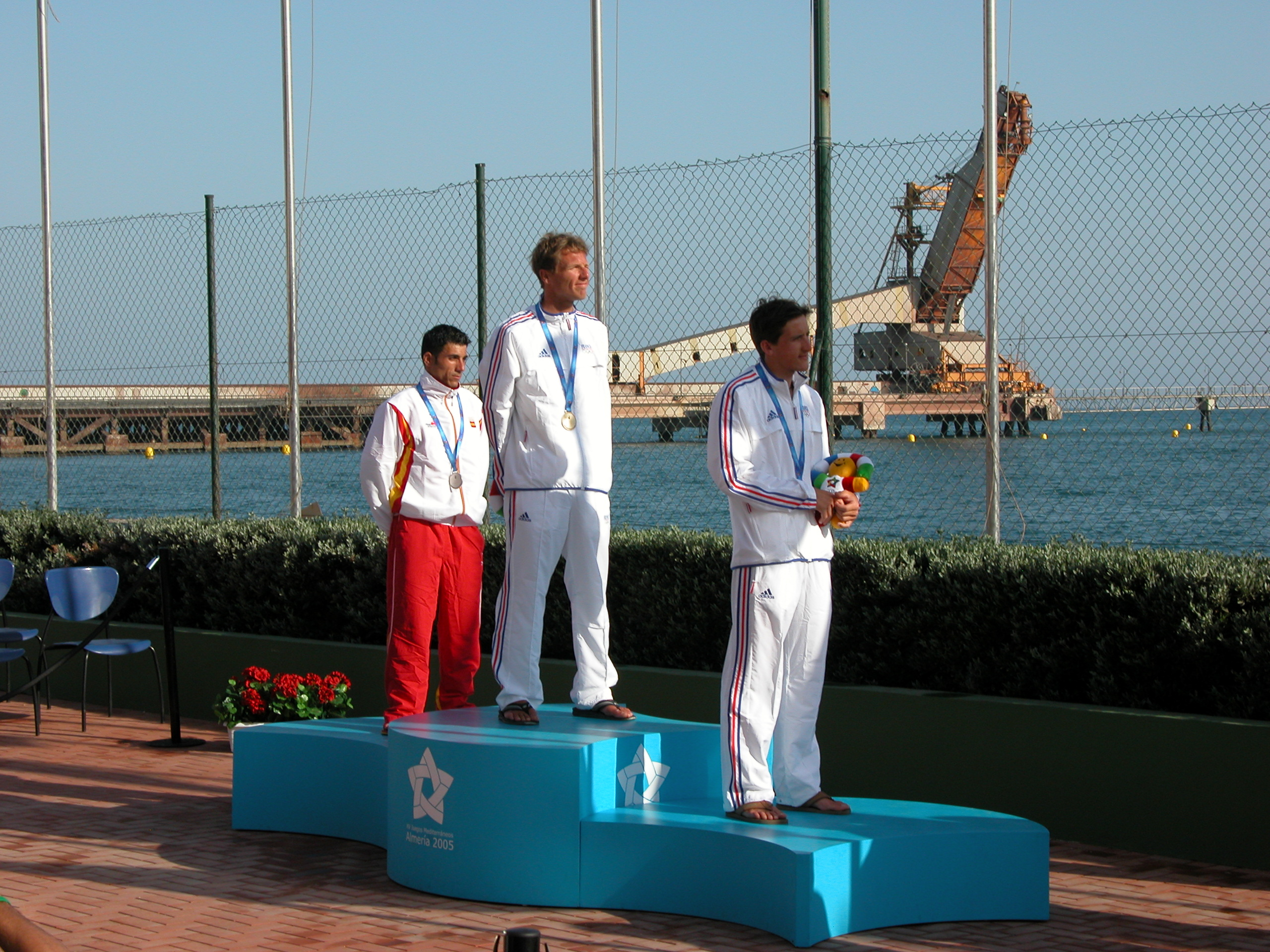
Podio Mistral Men
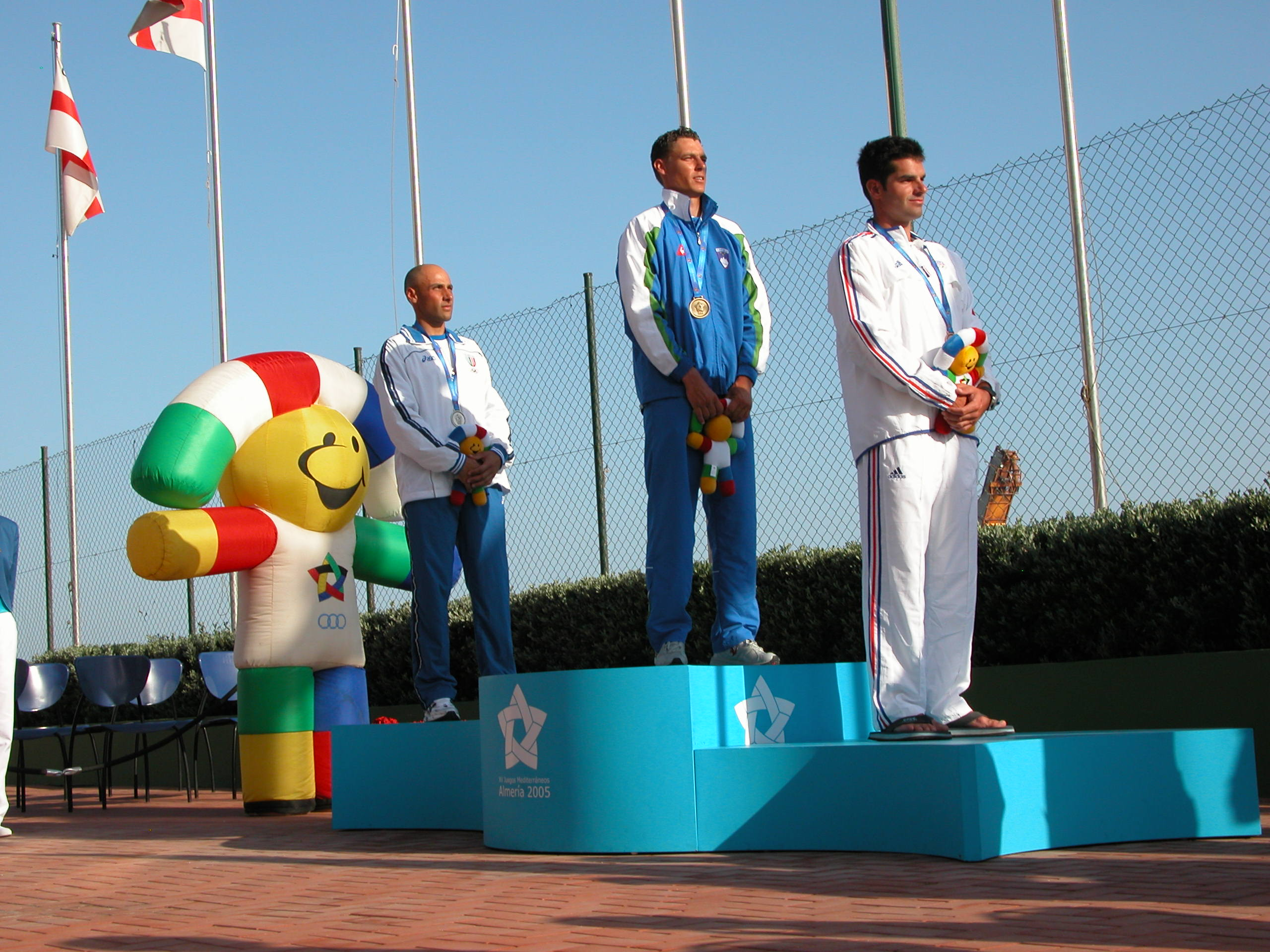
Podio Standard
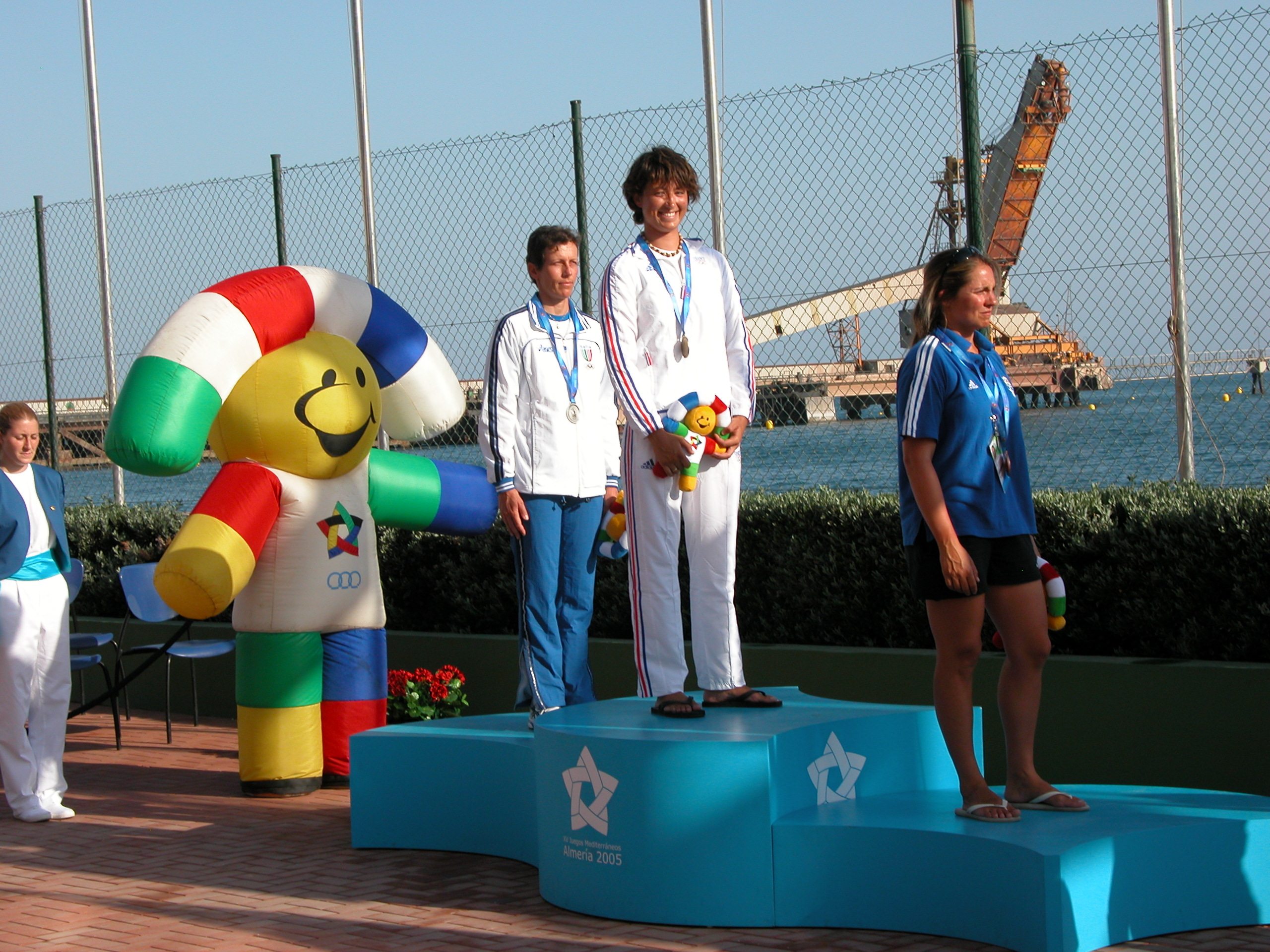
Podio Radial